# 辽宁号航空母舰
辽宁号航空母舰，正式名称为中国人民解放军海军辽宁舰（舷號：16），是一艘隶属于中国人民解放军海军的航空母舰，是中国服役的第一艘航空母艦，亦是001型航空母舰的首艘和唯一一艘。该舰舰名源自其改造地辽宁省。
辽宁舰原为计划服役于苏联海军的库兹涅佐夫元帅级航空母舰2号舰“里加号”，1988年11月25日下水，1990年7月原定更名为“瓦良格號”後繼續施作。后因苏联解体，以处于67.3%完工的状态搁置，尚未完成舾装。1998年3月19日，前解放军军人、移民香港的解放軍廣州體工大隊退伍軍人徐增平以香港创律集团名义出面並對外宣称計劃把它建成澳門的海上賭場，经決定後以2000万美元报价，拍卖中标瓦良格号及其全套设计图纸，并随即支付10%首款200万美元。其后由华夏证券公司、有军方背景的东方汇中公司、国企中船重工集团公司参与其中，投入大量资金和主管的澳门创律公司运营。
2000年6月14日，“瓦良格”号航母用拖船牵引离开黑海造船厂運往中國，但其在经过黑海海峡時受到土耳其的阻撓，耽搁16个月后才获准将无自航动力的瓦良格號拖往地中海，后又因埃及不批准通过苏伊士运河不得不从南大西洋绕过非洲，直到2002年3月3日才抵达大连港，但仍閒置。2004年8月，中华人民共和國政府向澳門創律公司支付8.78億元人民币正式取得艦體部分的所有權。随后自2005年起由中船重工集团公司大连造船厂对其进行研究、续建及拆除、改造。
2012年9月25日，改造后的瓦良格号在大连正式交付中国人民解放军海军，命名為“辽宁舰”。此艦入列后並沒有立刻執行軍事行動，而是在2013年与2016年两次赴南海进行远洋训练，以形成初步力量。2016年11月，解放軍宣布遼寧号航母戰鬥群已具備作战能力，將開始執行戰鬥任務。2017年，辽宁舰访问香港，并对公众开放。2018年1月4日夜，辽宁舰穿越台湾海峡赴南海。

## 建造历史

### 建造背景
辽宁号原是苏联海军庫茲涅佐夫元帥級航空母艦的二号舰，属于苏联第三代航空母舰，于1983年下订单，由乌克兰加盟共和国的尼古拉耶夫黑海造船厂承建，厂方代号为“订单106”。“订单106”最初命名为里加号，于1985年12月4日移至船台，1988年11月25日下水。1990年7月，“订单106”被正式命名为“瓦良格”号并给予近卫称号，以纪念日俄战争中沉没的瓦良格号巡洋舰。瓦良格號首次采用了总段模块化建造工艺，并没有因吊装机械设备而在舰体上做工艺性大开口。
至1991年11月，瓦良格號的完成度达到67.3%，由于当年12月25日苏联解体后无后续财政拨款与设备供应，在1992年1月中断建造封存，停靠在厂区外的南布格河口。尽管继续建造的呼吁声不断，但由於經濟原因，俄羅斯與烏克蘭無法達成续建協議。1995年，俄罗斯与乌克兰签定瓦良格号不再继续建造的协议，瓦良格号正式退出俄罗斯海军编制，在拆除部分装备后以偿还债务的名义交予乌克兰所有。时任乌克兰总统库奇马也因為烏克蘭軍費不足的現狀，决定将瓦良格號交由黑海造船厂处置。

### 私人购入
1949年中華人民共和國成立後，周恩來总理及解放軍海軍司令員蕭勁光支持建造航母，因國力及技術不逮而放棄。1958年，中共中央主席兼中央軍委主席毛澤東在6月21日的中共中央軍委會議上提出中國要用航母护卫商船，建立「海上鐵路」主張，由於缺乏經費及技術而放棄。1970年代末，中共中央主席兼國務院總理華國鋒支持从英国引進或与英国聯合研究1.8萬噸級垂直起降航母，由於英國報價高昂，最終被迫放棄。
而在1970年代，中华人民共和国军方部分人士均有自行生产航空母舰的初步论证。1989年初航母论证的项目获得国家批准（即891工程）。到了1990年代中期，中國生产航空母舰的言论因為实际上无能力负担巨额经费的情况而冷却，而找現成航空母艦再來摸索的聲音也有，早在1995年，中共中央政治局常委兼中央军委副主席刘华清上将曾委托中船重工集团团队考察瓦良格号，但之后未获政府批准购买。黑海船厂1996年私有化后打算将瓦良格号售出。在將艦上所有的武器設備拆除後，烏克蘭希望以1,800萬美元的價錢招攬為此艘艦隻解體的公司。当时乌克兰政府预计解体该舰需2.5亿美元，废钢却只值500万美元。1997年，简氏雜誌報道《瓦良格號即將解體》後，瓦良格號再度引起世人關注。印度、西班牙、英国、法国等的多个国家表示感兴趣，中國亦派出代表团前去了解這次出售事宜。其中在1997年至1998年間，香港创律集团有限公司董事会主席徐增平對此船體最為熱切，以自己的名义注册了一家名为澳門創律旅遊娛樂公司的私人公司，并且以购买船隻改造成赌船為理由，前往商讨购买。
在1999年中国驻南斯拉夫大使馆遭轰炸事件之前，中華人民共和國各方对装备航空母舰的态度有所不同。以刘华清上将为代表的支持派出于军人出身考虑，希望能购买瓦良格航母，并间接通过香港中国航天科技集团向澳门创律公司提供数亿港元抵押贷款；而国务院总理朱镕基从经济角度出发认为引进航母耗资和维持费用可观，对此并不支持，所以1999年之前中国未有积极介入。直至1999年北约轰炸中国驻南联盟使馆（即：五八事件）后，时任中共中央总书记兼中央军委主席江泽民决定支持航母引进，此后通过国企中船集团介入。

### 购买过程
中方海军军方于1991年底苏联解体后，在赴乌克兰黑海造船厂考察过程中，即表达了购买原苏联订购而未完工的舰船意向，当时乌克兰政府拒绝向外國政府出售任何前苏联订购的軍事船只。1997年底，乌克兰政府终于同意黑海船厂出售尚未建成的「瓦良格」航空母舰。由于中烏逐步合作的默契，加上中方此前一直对其关注，消息很快傳到中國國內，其中前解放军军人、商人徐增平也是最積極的買家，他立即于1997年10月下旬動身赴乌克兰黑海尼古拉耶夫造船厂商谈购买「瓦良格」事宜。黑海造船厂提出三个条件：首先要提供由一流银行开出资信证明，证明公司在银行有5,000万美元以上的资金；其次必须证明购买这艘航母不做军事用途；同时这个商业项目要获得国家级批准，并且还要获得目的港所在国家签发的进口许可证。徐主要以香港坪洲岛海边46万英呎土地向香港中国航天科技集团抵押贷款了共3.3亿港元，又向国际友人高桥幸雄无担保借款总额2.3亿港元，预备了启动资金，然后花费600万港元为此专门成立澳门创律公司。徐称其间还有其它开销，如在北京和基辅设立办事处，各方人员费用，联络和招待费，共达数千万美元之巨。

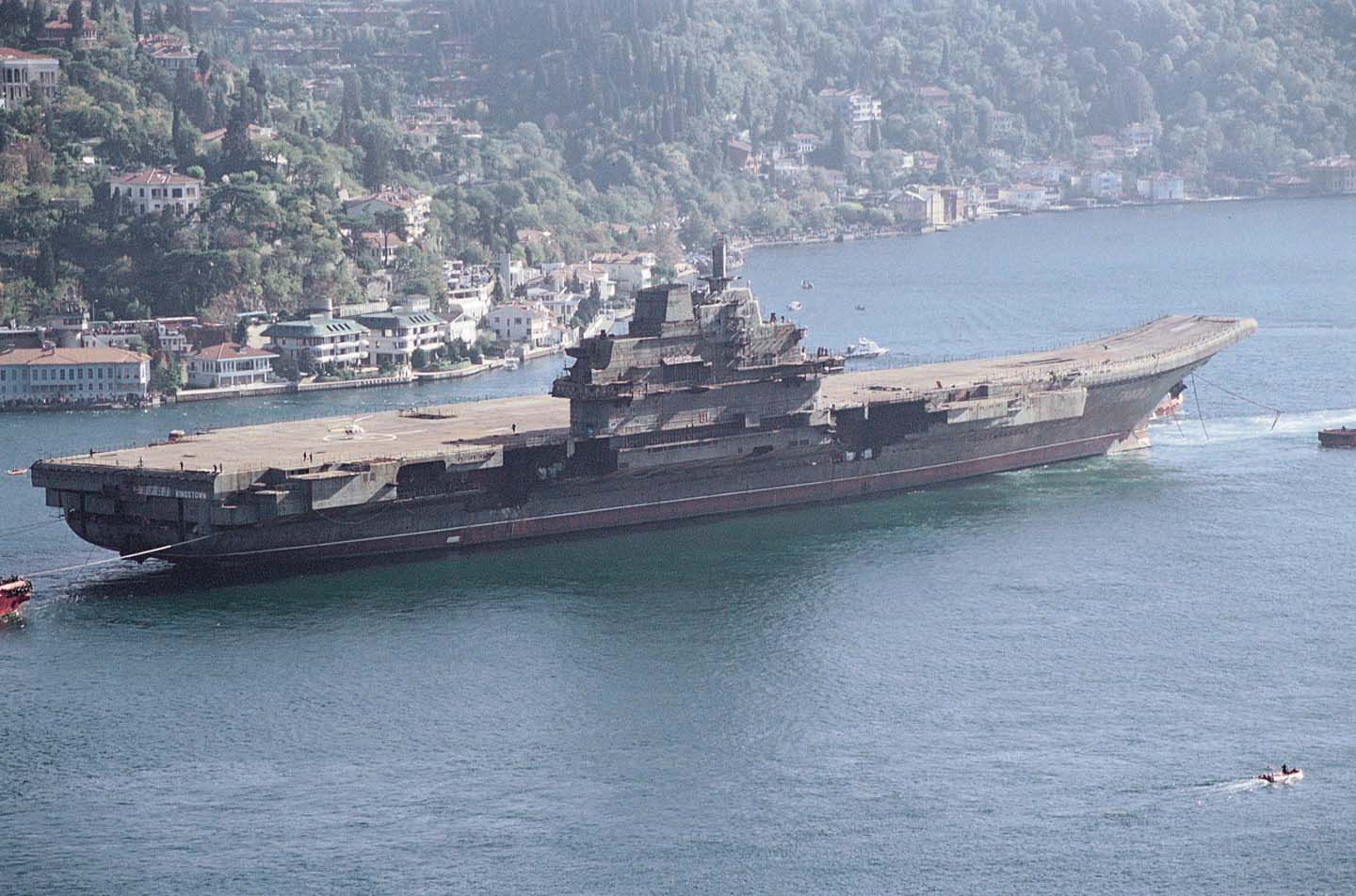
被拖回至中国途中的瓦良格號（於博斯普魯斯海峽）

1998年，航空母舰本体初步定价在1,800万美元，在中華人民共和國進一步提出需要航空母舰的设计图纸用于改造时，乌克兰表示同意並将价格定在2,000万美元。双方初步取得共識后，中華人民共和國方面等候批复，乌克兰方面却突然称需要通过拍卖会拍卖，不過烏克蘭當局特地為中華人民共和國留下了後門——將拍賣日設定在緊接著三天後的1998年3月19日。因為競標時限僅剩下72小時，中國方面所準備競拍需要的大量資料與申請文件自然是相對齊全，经过公开竞标，徐增平以私营澳门创律公司名义，正式以2,000万美元購得航空母舰舰体及30多万张、近20吨重的设计图纸，并随即支付10%首款200万美元。而當中部份關鍵的設計圖紙發現有遺失或本來就缺件，所幸剩余的图纸后是经交涉後再獲得烏方協助，進入檔案室取得乌克兰黑海造船廠的全套副本順利補回。
1998年8月至10月，徐以出让澳门创律公司49%股份，从华夏证券公司共获得2.2亿人民币（折合2,800万美元），汇票标注为“投资款”。其间由徐经办，澳门创律又支付黑海船厂1,000万美元。1999年4月，黑海造船厂限定最后的付款延期底线为当月30日，尚需支付800万美元尾款和附加的滞纳金、停泊费808万美元，否则将瓦良格号收回另行拍卖，且不退回已付款。徐对华夏证券董事长邵淳称澳门创律资金已告罄，无力支付此1,608万美元。1999年4月29日邵淳决定以1,000万港元付给徐，并再出资共1,608万美元避免与黑海船厂交易失败，以此从徐手中再取得澳门创律31%的股份，使华夏证券成为占80%股份的最大股东。1999年4月30日由徐经办，澳门创律向黑海船厂付清所有款项。同期华夏证券转向有军方背景的东方汇中公司，由东方汇中逐渐替代徐增平主管澳门创律。1999年5月14日，徐向东方汇中张勇出具保函，称澳门创律付新加坡新华快捷船务有限公司100万美元后，数月内「瓦良格」即可起航，实际从5月起雇佣荷兰国际运输合约公司（ITC）“Sable Cape”号在黑海船厂待命。其实当时还未完成购买手续未获适航证，当年并未成行，澳门创律每日向ITC支付维持费5,000美元，至约6个月后解除合同。东方汇中取得澳门创律高管职务后，于1999年10月24日正式与黑海船厂簽訂澳門創律購買「瓦良格」號航母的協議書，獲得船主證、船籍證、适航证、无欠款证等十多份法律文件。1999年11月11日澳门创律在香港召开“澳门创律旅游娱乐有限公司航空母舰归航新闻发布会”。2000年5月15日，东方汇中公司又授权中船重工集团公司正式接管「瓦良格」项目，移交「瓦良格」法律文件后退出。此后由中船重工集团公司仍以澳门创律名义全权负责具体操作。

### 运输受阻

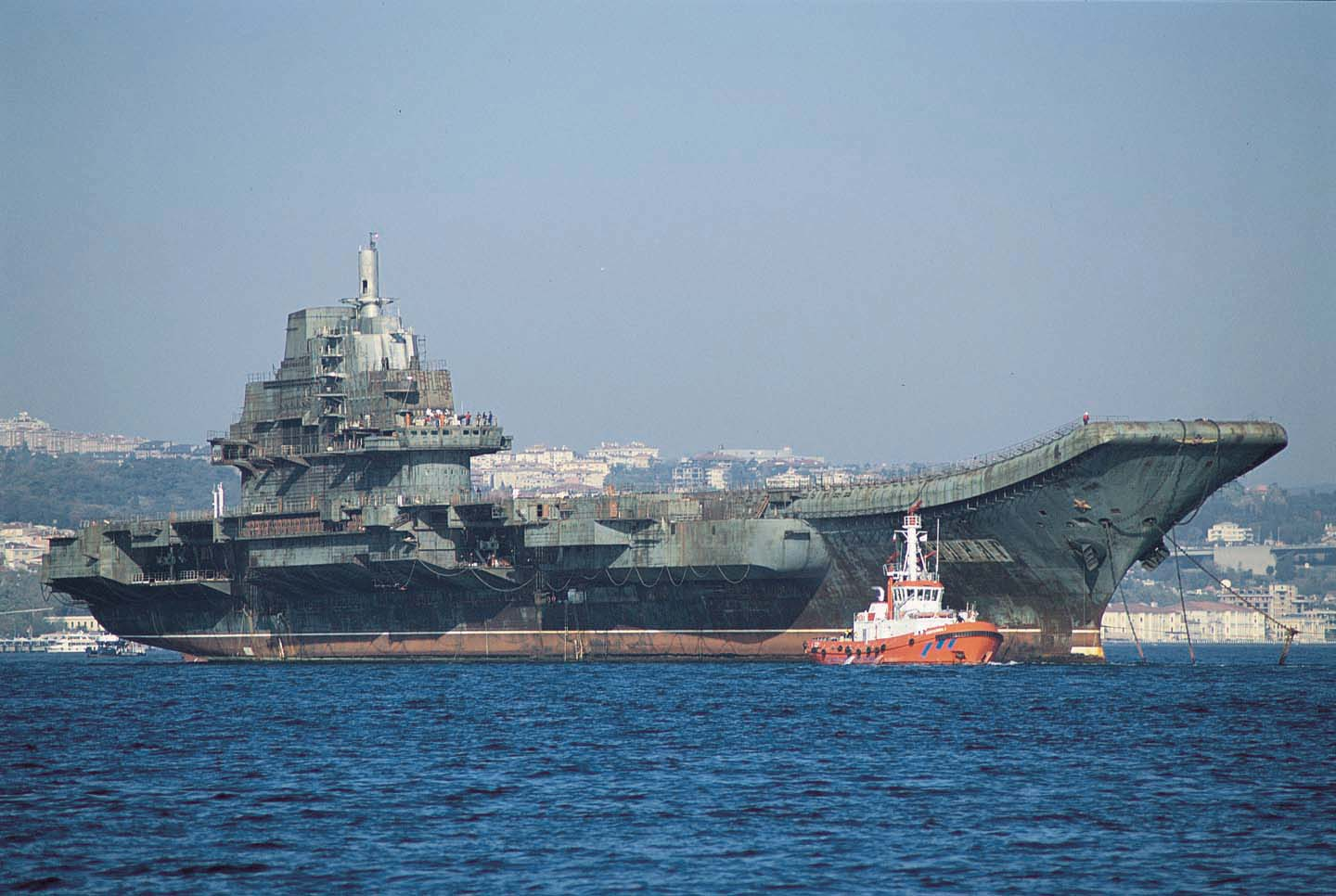
被拖回至中国途中的瓦良格號

交易達成後，瓦良格號的设计图纸经补齐后共40吨由8辆卡车从尼古拉耶夫运至基辅机场，再由专机空运至中国，航空母舰本身则于2000年6月14日启程拖往中國。中方雇佣荷兰国际运输合约公司（ITC）“萨布尔角”号（Sable Cape）和“玄武岩”号（Базальт）拖船担当主力运输，瓦良格号船身的名字旁，标有英文“Kingstown”单词，代表该船的新注册地金斯敦。按原定计划，船将会经过黑海、博斯普鲁斯海峡、马尔马拉海和达达尼尔海峡。6月17日即到达土耳其博斯普鲁斯海峡，途径土耳其海峡时，土耳其以無動力大型艦隻的拖運若發生意外，有可能阻塞海峡為由拒绝发放航行許可，并在第三方授意下，提出只有将瓦号切割分解为小段才有发放许可的可能。「瓦良格」受阻后返回乌克兰停泊。中方为此与其展开长达一年半时间的谈判。谈判中，土耳其认为即使中國方面能遵守其规定的20条海上防范措施，对海峡内的船只威胁只能降低60%-70%。为此土耳其方面需要在航空母舰通过期间，禁止其他船只通过海峡，并使用7艘拖带拖船和预备11艘制动拖船及消防救生船维持秩序共20余艘，另要求通过的所有船只安装由土耳其提供的通信设备，通过时打开船上所有照明设备。对于其通过时的所有风险，全部由运输方承担，并且需要支付10亿美元保证金。最终通过外交途径由希腊担保，并中方开放部分市场为条件，中土双方达成协议，免去了保证金，航空母舰獲得通行權。在土耳其受困的16个月间，中船透过澳门创律保持ITC拖船队待命，每日维持费8,500美元，还需向乌克兰港口管理局每月交纳1.7万美元。
在海上徘徊了16个月后，2001年11月1日，瓦良格号航空母舰通过博斯普鲁斯海峡和达达尼尔海峡。在穿越博斯普鲁斯海峡大桥时，共有16名领航员和250名水手参与运输工作。11月3日航空母舰进入爱琴海后，遇上了风暴，3艘拖船的拖缆相继刮断，航空母舰失控。航空母舰上3名俄罗斯籍水手、3名乌克兰籍水手和1名菲律宾籍水手尽力挽救仍无法阻止航空母舰失控，最终航空母舰在希腊优卑亚岛搁浅，希腊海事救护直升机救走水手。11月6日，拖船哈里瓦冠軍号（Haliva Champion）的希腊籍水手阿力士·利马在试图固定拖缆时殉职。11月7日，运送公司用3艘拖船和1艘希腊船只再次控制住航空母舰。瓦良格号继续穿过地中海通过直布罗陀海峡进入大西洋，再从西侧环绕非洲大陆。2001年12月11日，航空母舰驶过好望角后横穿印度洋。2002年2月5日，航空母舰驶入马六甲海峡，随后进入中国南海区域。2002年3月3日抵達大連港。整個航程達15,200海里，花费3,000万美元。

### 续建改造

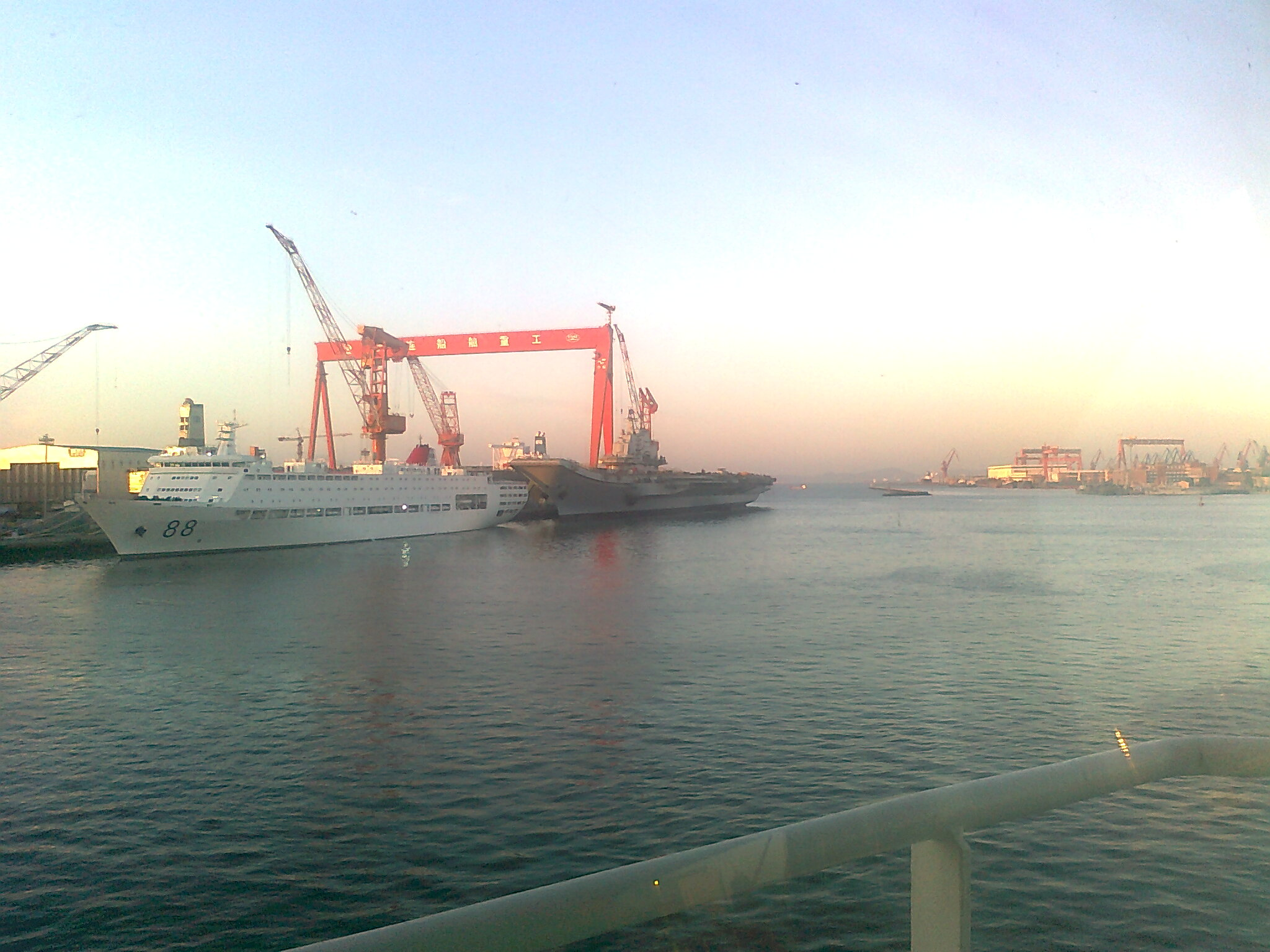
改造中的瓦良格号航母

2002年3月4日瓦良格號停靠在大連港後，並未如早前所宣稱般，在船廠內改造用作為賭場用途，而是将其放置在大連造船廠老廠區對面的散貨碼頭一年而未有任何动作，甚至任由民众靠近参观。当时瓦良格号的状态是：舰体以及舰桥主体结构已建造完毕，主动力、驱动系统安装完毕，由于长时间搁置，艦體表面出现锈蚀，一些含贵金属的零部件被拆除，部分機件、系統受到輕微損壞，辅机以及武器、雷达系统未安装，航空设施未安装，大軸和推進器也被切斷和拆除，但整體艦況尚算良好，更沒有被爆破的跡象。經中國人民解放軍海軍與中國船舶重工集團組織專家團對該艦展開現場勘驗後，確定瓦良格號仍具備繼續建造的條件。
2003年，航空母舰周边的安保开始加强。2004年8月中华人民共和國政府向澳門創律公司支付8.78億元人民币，其中2.78亿元用以支付中船运输费用及其它开销，华夏证券公司按80%股份分得4.8亿元，徐增平按20%股份分得1.2亿元。随后「瓦良格」在中船全权管理下，直至改建完成并交付中国人民解放军海军。
2005年4月26日，瓦良格號被拖进大连造船厂老廠區的第五個乾坞。8月初，瓦良格号以中国人民解放军海军的标准涂装後再次下水；然后中華人民共和國政府又花费了约一年多的时间，将船上的部分设施拆除。2008年，位于湖北省武汉市的等比例陆上联合试验设施开工，用于验证电磁兼容等性能。直至2008年7月，瓦良格號仍然未有更多的改造工程进行。。2008年末，中國军事评论家張召忠海军少將公開指称瓦良格號將會是中國人民解放軍的第一艘航空母舰。這番言論使得瓦良格號再次成為世界軍事論壇上的焦點。與此同時，改造工程重启，瓦良格号再次入坞，但改於新廠區新建成的第四個船塢進行後續工程。2009年5月，瓦良格号舰首的苏联海军航空兵的徽章被拆除，船身的俄文舰名被铲去；8月21日舰岛改造开始。经过了几个月的改造，2010年3月19日，瓦良格号进入舾装码头，进行外部改造。。2010年5月30日，军事爱好者观察到瓦良格号烟囱开始冒烟——這说明锅炉开始运行。中国人民解放军的目標是對此艘未完成建造的航空母艦進行改装及續建，并將其用於科學研究、實驗及訓練用途。
瓦良格号改造续建包括結構更改安裝：艦首原有的12單元反艦導彈垂直發射筒艙室被拆除，以改為多用途和指揮艙室，发射井口区域重新铺装一整块飞行甲板；安裝了4台總功率為200,000馬力的TB-12蒸汽輪機等等，动力系统的恢复得益于获得了全套的图纸以及從俄羅斯购入的现代级驱逐舰研究得到（现代级动力系统与瓦良格号航母的类似）。并开始加装新的武器设施：安装了一整套雷达与电子设备，包括“顶板”雷达、中国自行研发的346型相控阵雷达（已安装到052C型驱逐舰）。与此同时，航母工作人员的训练工作展开，位于武漢的中國艦船設計研究中心新區建成了形似瓦良格號航空母舰舰桥和甲板的建筑，并被用作模拟训练。该建筑物尺寸和瓦良格号航空母舰十分相似，拥有和瓦良格号类似的滑跃式飞行甲板和舰桥，还停放有飞机模型。

### 航海測試
2011年初，中国航空母舰平台由飞行员舰长班的学员之一李晓岩海军大校出任首任舰长，负责航母相关工作。在改造工程中，某一部门有15位工作人员因为工作原因而牺牲。2011年4月，环球网及新华网等官方媒體均转述予外國媒體有关该航空母舰的消息。同年6月，瓦良格号上的工作人员开始清理甲板，相控陣雷達和防空導彈已加装在舰上，这被外界认为是主体改造工作完成。7月，徐霞客号综合保障舰（舷号88）停靠在瓦良格号旁边，据信是为试航而准备，以担负瓦良格号海试的保障工作。7月27日，国防部新闻发言人耿雁生在例行记者会上说，中国目前正在“利用一艘废旧航空母舰平台进行改造，用于科研试验和训练”。此为官方对瓦良格号的军事改造工作的首次承认。对此美国表示理解，日本表示担忧，台灣表示無奈，菲律宾表示无所谓。8月1日，甲板清理及塗漆工作完畢，傍晚數以百計的海軍官兵列隊登上了航空母艦進行系统测试。作为中国海军史上第一艘航空母舰试航这样的重大事件，该舰试航进行了透明化的公开报道。8月10日，首航出海进行航行试验，主要測試其動力輸出系統，8月14日返航，历时5天。返回后继续在船厂进行改装和测试。11月29日，第2次海试，出海开展相关科研试验，12月11日返回，历时13天。12月20日第3次海试，12月28日返回，历时9天。
2011年期間此艦在黃海一帶出海進行海試取得成功。美国一家商业卫星公司称拍摄到此次试航期间高速航行的照片，随后该照片出现在互联网上。

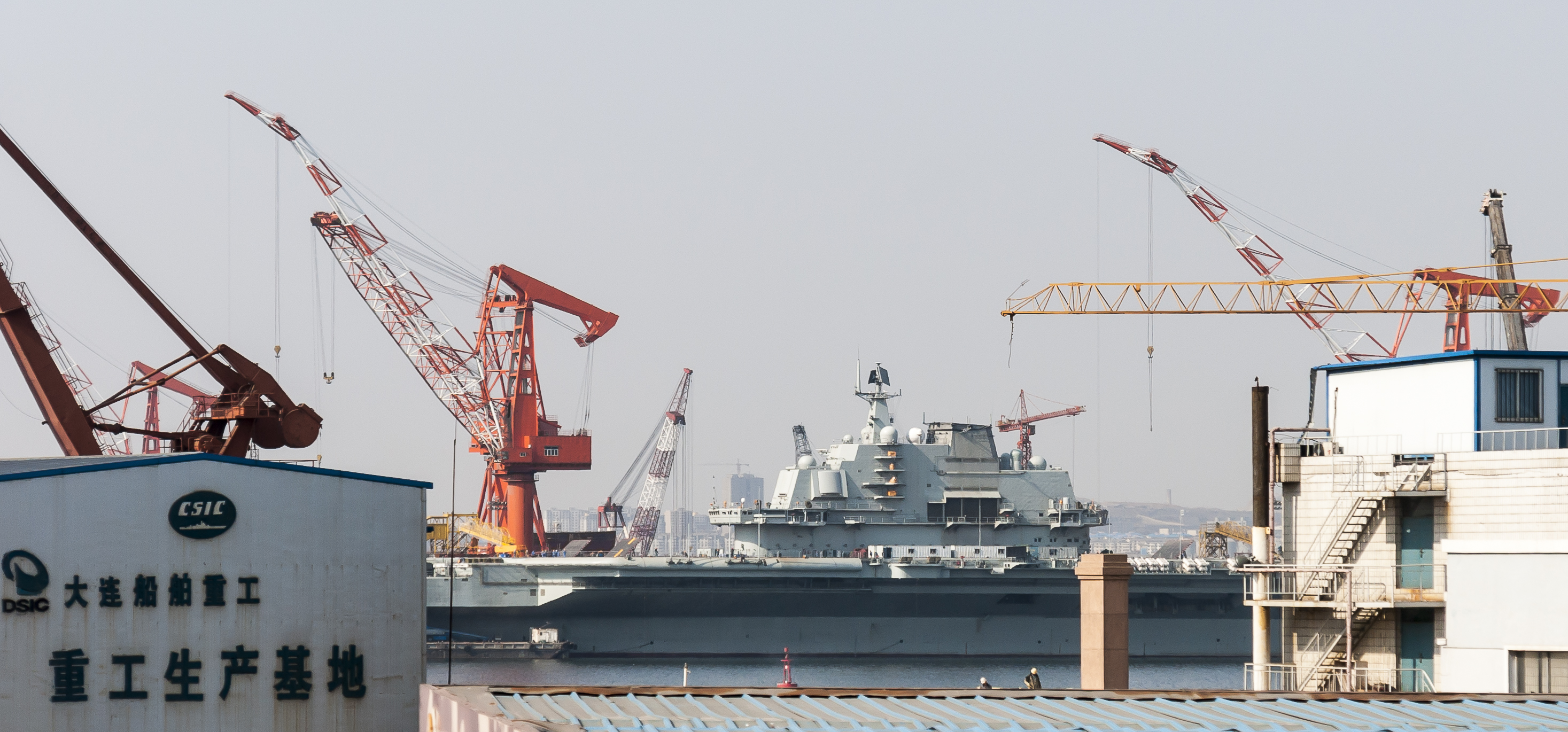
辽宁號在大连造船厂

2012年1月8日，第4次海试，1月15日返回，历时8天。4月20日，第5次海试，历时11天，于4月30日在浓雾中驶回大连港，海试比预期超出一天。2012年5月6日，第6次海试，5月15日驶回大连港，历时9天。
2012年5月31日，中华人民共和国国防部新闻发言人杨宇军上校於记者会上表示，航母平台前期开展的海上试验均已达到预期效果。回应有关“瓦良格号频繁海试是否意味着中国航母的列装日益临近”的提问时说，“自去年8月以来，我航母平台已经多次进行出海试验，后续还要按计划开展一系列的科研试验，这是正常的，也是必要的”。
2012年5月23日至6月1日，第7次海试，历时10天，持续时间超过200个小时。6月7日，第8次海试，历时16天，6月22日返回大连港。7月6日，第9次海试。7月30日返回大连造船新厂码头，历时25天，是历次海试中时间最长的一次。8月27日，第10次海试。此次试航期间，2012年第15号台风“布拉万”8月28日抵达黄海海域，此次海试是测试在恶劣海况下的航行能力。历时4天，时长不足70小时，8月30日停靠大连港码头。
2012年9月25日，正式交付海军，机电部门在辽宁舰机电长楼富强的领导下，率先具备了全装独操能力。楼富强还制定出《航母机电岗位军事训练与考核大纲》以及各项制度，2013年被中央军委记一等功。

### 2018年优化改造
服役初期，辽宁号的航空指挥塔台等延续了苏联航母的设计，这些设计在运行过程中被发现存在着部分不相适应的问题。2018年8月，辽宁舰按照年度计划进行例行返厂维修改造，改进了航空保障系统、动力系统、电力系统和生活保障系统等方面的设计，具体包括优化雷达抗干扰能力、拓展飞行指挥控制塔台、扩大甲板作业面积、增设阻拦网支架等等。此次维修改造于2019年1月完成。

### 2023年升级改造
2023年3月，辽宁舰返厂维修并进行适应性改装升级，重点改进了航空保障系统、指挥调度系统、弹药转运系统等方面的设计，具体包括优化弹药升降机位置与布局、针对歼-35上舰，对升降机与甲板的安全边界、系留点位置、整备区域等进行了重新划分，调整舰载机起飞点的轮档宽度与挡焰板的距离等，此次维修改造于2024年2月完成。

## 服役历史

### 正式入列

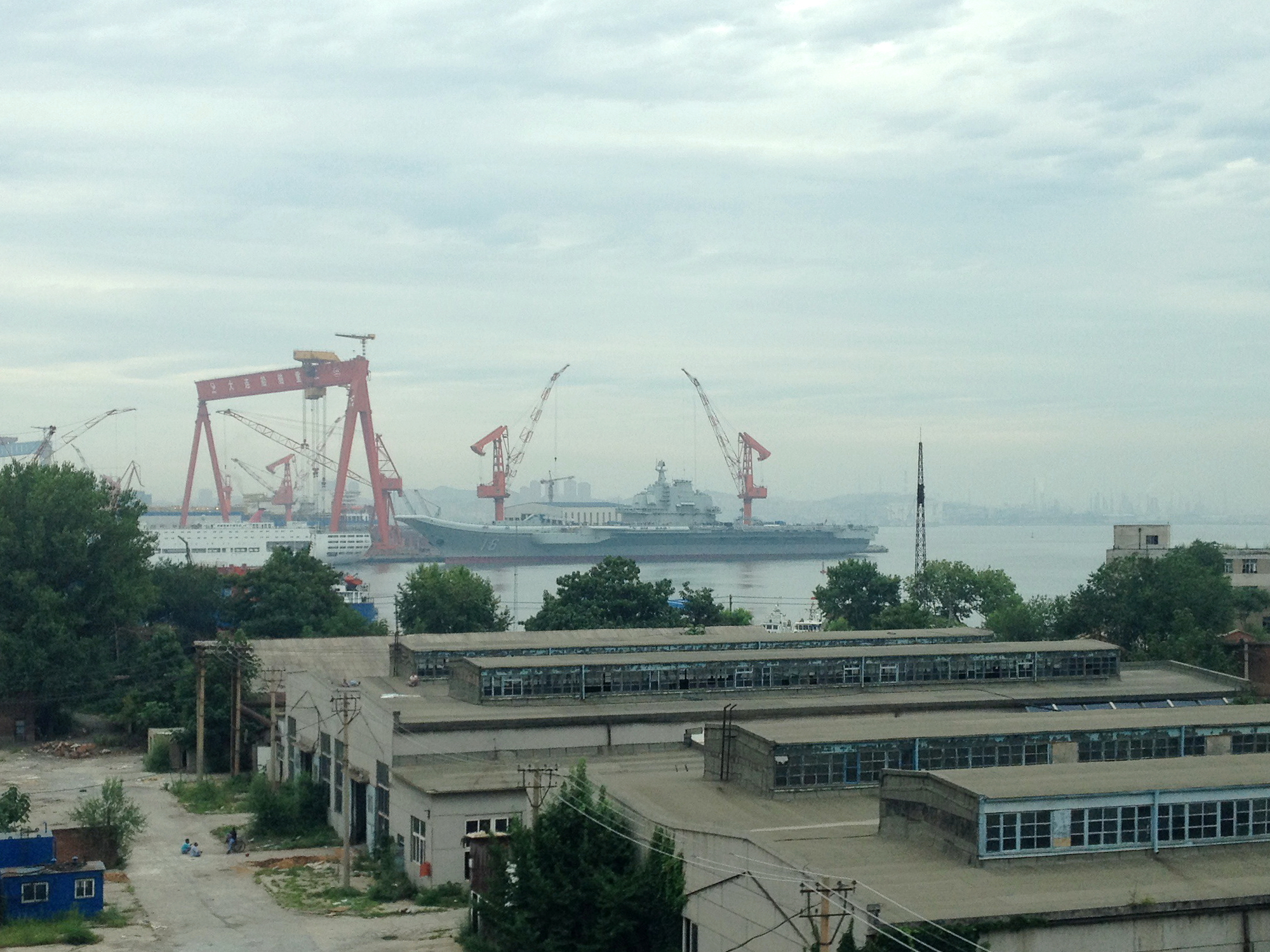
停泊於大連港的遼寧號航空母艦

2012年9月2日，瓦良格號被涂以阿拉伯数字“16”的舷号。
2012年9月25日，中华人民共和国国防部網站公布该艦命名為“辽宁舰”，正式交接入列。
辽宁舰不属于中国人民解放军海军的三个舰队，而是由中国人民解放军海军领导机构直接指挥管理。

### 演习训练
2013年11月26日，辽宁舰與海軍導彈驅逐艦瀋陽艦、石家庄舰和導彈護衛艦煙台艦、濰坊艦從中国人民解放军海军青岛综合保障基地起航，实施首次跨海区长时间航行训练，2013年11月28日穿過台灣海峽，沿海峽中線以西進入南海训练。2013年11月29日上午到達中国人民解放军海军三亚综合保障基地，進行補給後開展相關試驗和訓練。其先後完成了母艦在高海況條件下的艦艇運動參數、艦體結構應力、艦載機係留載荷測量等總體適航性試驗，深水條件下航速測量，以及近似實戰條件下航母作戰係統感知能力，指揮能力，目標指示能力，綜合通信、導航、氣象保障能力，空域管理能力等100餘項試驗和訓練課目，作戰系統、動力系統及艦艇適航性能等各項戰技術指標得到進一步驗證。期間，首次組織了作戰系統綜合研試，首次組織了以遼寧艦為核心的編隊航行訓練。海軍相關部隊出動了多個型號的飛機、水面艦艇、潛艇配合試驗，同時帶動了部隊實戰化訓練。遼寧艦順利完成為期37天的南海海域科研試驗和訓練，2014年1月1日返航靠泊中国人民解放军海军青岛综合保障基地。
2016年12月至2017年1月，辽宁舰执行跨海区训练和试验任务。12月上旬，中国海军在渤海组织航母编队实际使用武器演习。12月23日，在黄海某海空域，多批次歼-15舰载战斗机从辽宁舰起飞升空，开展空中加受油、空中对抗等训练任务，中央军委委员、海军司令员吴胜利在辽宁舰上指导训练。12月24日，辽宁舰和多艘驱护舰组成的航母编队在东海某海空域开展全要素训练和试验任务。12月25日，日本防衛省統合幕僚監部發布消息称，遼寧舰出現在東海中部水域。於上午10時將經宮古水道首度穿出第一島鏈，赴西太平洋进行远海训练。外界有评论認為辽宁舰此行具有警示台灣、美國的作用，可視為「戰備性質的巡航」。2017年1月初，辽宁舰在南海某海域组织了歼-15舰载战斗机起降和编队多科目训练，舰载机夜间起降是此次训练的重点。2017年1月10日晚，辽宁舰結束任务，經臺灣海峽北返，於1月12日凌晨通过台湾海峡。辽宁舰此行引發台灣方面高度緊張。
2017年6月25日，辽宁舰与导弹驱逐舰济南舰、银川舰，导弹护卫舰烟台舰组成航母编队从青岛启航开始执行跨区机动训练任务暨香港回歸20週年訪港行程。
2018年1月初，辽宁号进行第4次跨海区训练，解放军东海舰队派出两艘052C型驱逐舰“郑州”与“济南”号，北海舰队也派出三艘以上舰只，于1月4日深夜穿越台湾海峡。并于1月17日通过台湾海峡北上，这一次跨海区训练仅在南海海域停留这么短时间，就再度北返，也没有执行“绕台”，出乎各方先前预料。

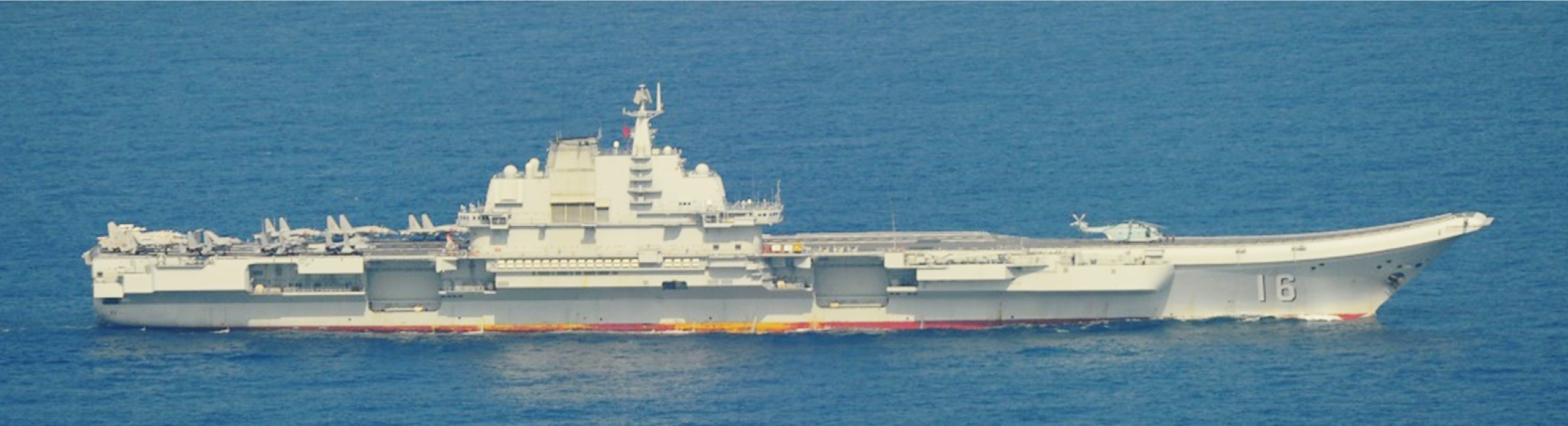
2018年4月20日，日本海上自卫队在与那国岛以南海域拍摄到的辽宁号航空母舰。

2018年3月再次跨海区训练，18日至19日在中国东部海域有军事活动，20日开始南下进行远海长训，20日晚8时进入海峡，大约21日中午12时30分脱离相关海域，经福建东部海峡赴中国南部海域。由于距离上次跨海区训练仅两个月，外界认为与美国单方面通过《台湾旅行法》有关。3月23日下午，中国海军对外宣布，近期将在南海海域举行实战化演练。有观察指出，这非常有可能是中国航母辽宁舰首次参加实战化演习。3月27日，路透社发布卫星图像显示，当前至少有包括辽宁舰在内的40艘中国海军舰只在海南岛附近水域举行大型军事演习。
2018年4月20日，辽宁舰和数艘驱护舰组成的编队在巴士海峡以东的西太平洋，展开“背靠背”综合攻防对抗演练，实兵检验航母编队远海体系作战运用。在对抗演练中，红方兵力由航空母舰辽宁舰、导弹驱逐舰厦门舰、郑州舰，导弹护卫舰临沂舰、烟台舰以及数十架舰载机组成。“蓝方”兵力有导弹驱逐舰长春舰、济南舰。
2018年5月24日，据中央电视台军事农业频道晚间播出的《军事报道》，公布中国航母舰载机突破夜间起降的画面，标志辽宁舰编队初步具备全天候作战的能力，朝形成实战化能力迈出关键一步。
2019年6月，辽宁号远航至关岛附近海域展开训练。

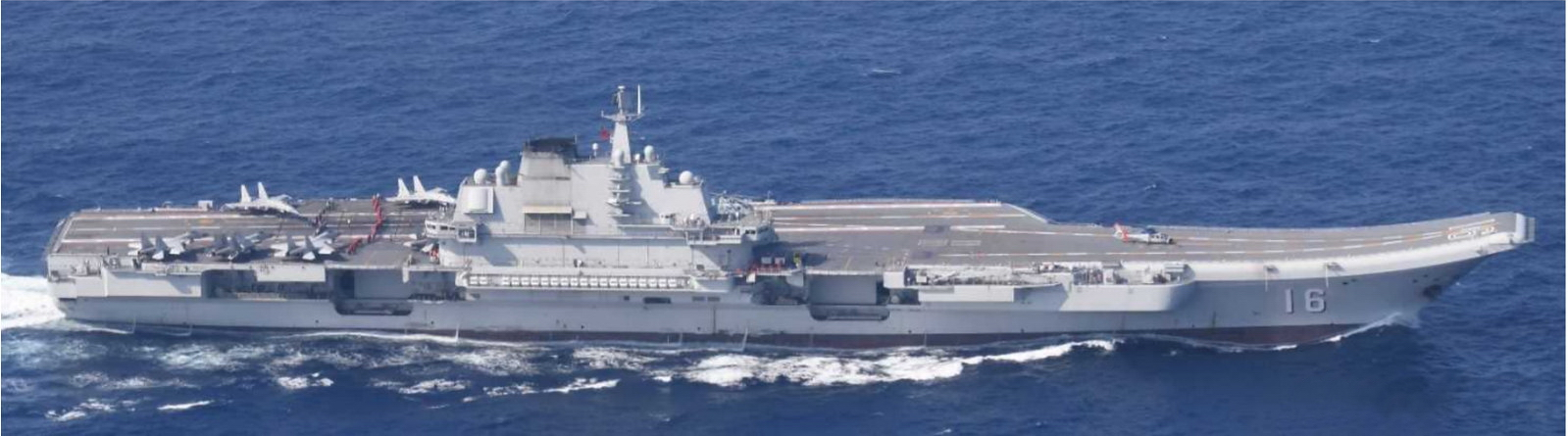
2021年4月26日，日本海上自卫队在宫古岛南约160公里海域拍摄到的辽宁舰

2021年4月，中国海军组织辽宁舰航母编队在台湾周边以及南海海域进行训练。训练期间，附近美軍馬斯廷號驅逐艦多次抵近进行监视。
2021年12月9日，辽宁号航母编队从青岛母港启航，跨黄海、东海并经宫古海峡进入西太平洋海域，进行训练及演练活动，12月30日返回青岛。
2022年5月3日，辽宁号航母编队进入西太平洋进行远海实战化训练。 日本防卫省统合幕僚监部报告称，在冲绳以南海域活动的“辽宁舰”从5月3日到15日之间除13日外，每天都有舰载机起降训练，总数超过300架次，5月21日辽宁号编队经宫古水道返航。
2024年10月末，辽宁舰与山东舰及两舰所辖驱护舰只于南海组成编队，展现了两舰优良的协同能力。编队规模包括3艘055型103号“鞍山”舰、106号“延安”舰、107号“遵义”舰，5艘052D型118号“乌鲁木齐”舰、120号“成都”舰、123号“淮南”舰、165号“湛江”舰（1艘舷号、舰名未知），1艘054A型（舷号、舰名未知）以及2艘901型901号“呼伦湖”舰、905号“查干湖”舰。
2025年6月7日起辽宁舰航母编队东出位日本最东端的领土南鸟岛和硫磺岛之间海域，同6月9日赴冲之鸟岛以东海域的山东舰航母编队开展远海防卫和联合作战训练。

### 對外開放
2014年4月7日，美國國防部部長查克·哈格尔訪問中國期間登上遼寧艦參觀。成為第一位參觀遼寧艦的外國政要。
為慶祝香港回歸中國20週年，2017年7月7日遼寧艦航艦編隊其屬艦包括導彈驅逐艦濟南號、銀川號、及導彈護衛艦煙台號首次到訪香港，於清晨6時30分左右進入香港水域，經由多艘香港水警輪引航及消防船進行花式灑水，編隊魚貫駛進香港，首艦是煙台號、其後依次是銀川號、濟南號，最後是遼寧號，至7時15分遼寧號亦隨之到達，遼寧號七百官兵於飛行甲板排字：「香港你好」。隨後在維多利亞港西側水面（青衣島對開交椅洲水域）錨泊，編隊中的濟南、銀川、煙臺三艘驅逐艦則到昂船洲海軍基地停靠。正式展開為期5日的訪港活動，並歷史性首次中國航母對公眾開放。
期間原本遼寧號來港是不准參觀人士拍攝，不過，駐港部隊新聞發言人於七月六日卻改變立場，指登艦者可用手機拍照，但只開放特定區域，違規者將被趕離艦隻。然而對於內地人民來說，這些軍事設施卻又是高度機密，有評論認為這是傳統「外鬆內緊」的保密方式，故至今遼寧艦仍從未提供大陸軍民訪問活動的展示。

## 设计特点
| 主尺寸   | 全舰长：306.45米 水线长：270米 舰宽：73米 平均吃水：10米          |
| 飞行甲板 | 长304.5米 宽70.5米 舰首处滑跃角为14°                              |
| 机库     | 长153米 宽26米 高7.2米                                            |
| 排水量   | 43,000吨（标准） 58,900吨（满载）                                 |
| 动力     | 8部.KVG-4增壓锅炉 4台烏克蘭製TV-12-4蒸汽轮机 總功率4轴200,000马力 |
| 發電機組 | 6 x 1,500 kW 渦輪發電機 4 x 1,500 kW 柴油發電機                   |
| 航速     | 最大航速：29节 經濟航速：14節 作戰經濟航速：18節                  |
| 续航力   | 8,000海里/18节 3,850海里/29節 12,000海里/10節                     |
| 自持力   | 45天                                                              |
| 舰员     | 1,691人（軍官580人）                                              |
| 航空人員 | 620人                                                             |

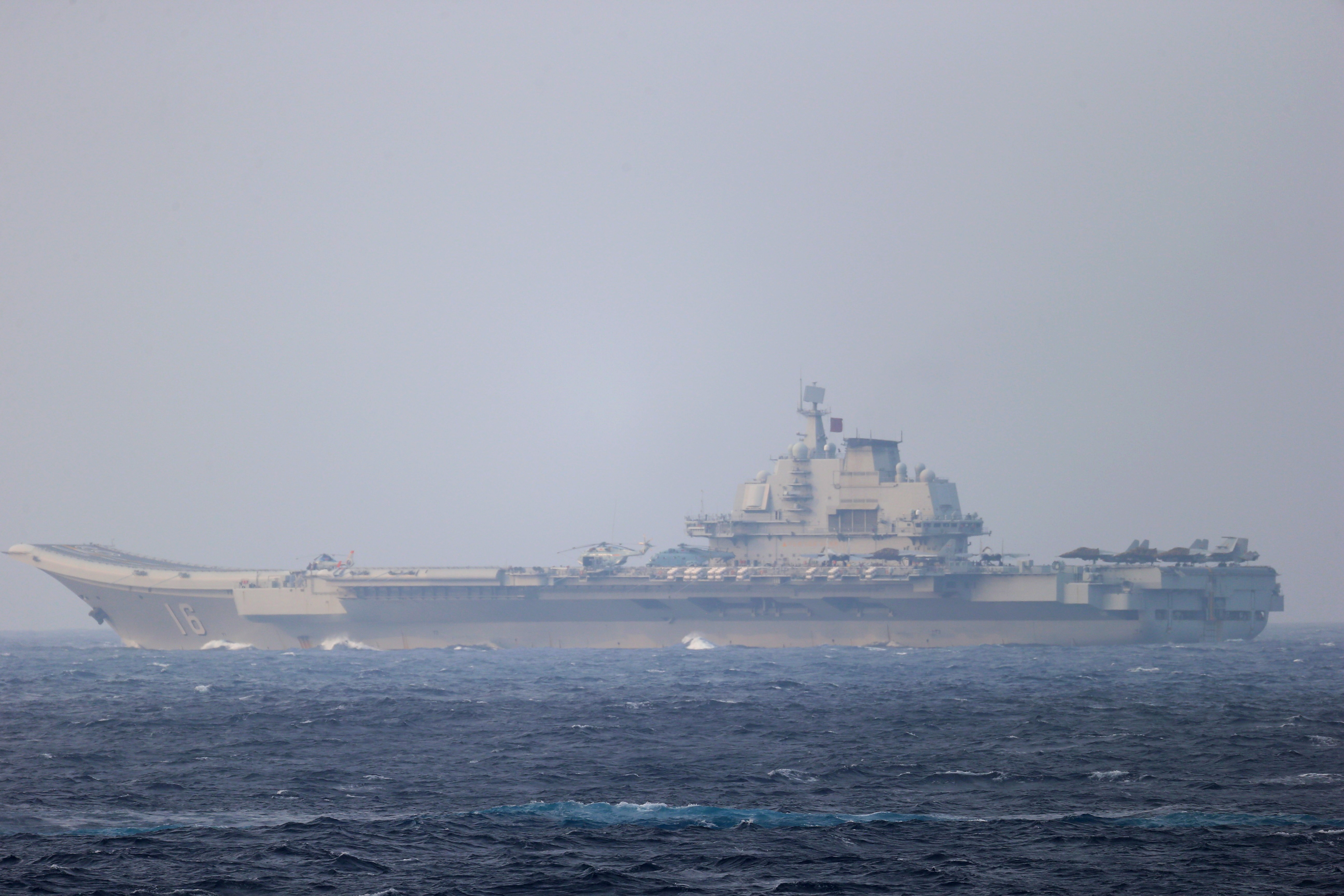
中国人民解放军海军辽宁舰

瓦良格號是庫茲涅佐夫元帥級的第二艘，相比起第一艘庫茲涅佐夫號多達150處的改進，瓦良格号开工时舰首甲板滑跃角就确定为14.3度，最大高度5.6米，6萬噸級。原本的「天空哨兵」相控陣雷達取消，改為其他較稳定的雷達代替。該艦原也具备巡洋艦功能，因為它原來安裝有12枚長程P-700“花岗岩”/SS-N-19“海难”反艦飛彈和諸多武裝。中國購入該艦后，在後期的改造工程中拆除了反艦飛彈發射裝置，並且改裝以適合其它用途。改建过程中安装了346型相控阵雷达，以及替换了其他的雷达系统以及电子、通讯设备，國產攔截索，不過動力系統仍為烏克蘭製造。
瓦良格號是前蘇聯首型設有「水下防護結構」的航母，深度為4.5-5米，計有三道縱向防水隔艙，第二道更以高強度鋼建成，防禦魚雷等攻擊，提高戰爭中生存能力。

### 武器裝備
原舰（瓦良格）计划安装的武器装备
- 12单元P-700花岗石导弹（SS-N-19）反舰巡航导弹垂直发射装置（备弹12枚）
- 4座六联3K95“匕首”[[[Wikipedia:格式手册/链接#章節|錨點失效]]]（SA-N-9）防空导弹垂直发射装置（备弹192枚）
- 8座ZM87“卡什坦”（Kashtan）导炮合一近防系统；4座AK-630M型6管30毫米近防炮
- 2座10管RBU 12000反潜火箭发射器
- 最大可载50架飞机，约为Su-33（Su-27）和Mig-29战斗机、Ka-27反潜直升机、Ka-31预警直升机等类型
- 声纳：Zvezda-2主动搜索/攻击（中低频）声纳和MGK-345 Bronza/Ox Yoke舰体声纳
- 雷达：两座三面对空搜索雷达；1座MR-710“顶盘”三座标对海/空搜索雷达，D/E波段；2座MR-320M“双支柱”对海雷达，F波段；3座“棕榈叶”导航雷达，I波段
- 火控：4座“十字剑”，K波段，控制对空导弹；8座“热闪”火控雷达，J波段，控制近防系统
- 电子干扰：2部PK-2、10部PK-10[109]

辽宁舰武器装备
- 18联装HQ-10（FL3000N）防空导弹×3：左舷前部，左舷后部，右舷前部
- 1130近防武器系统×3（11管30毫米加特林机炮）：左舷后部，右舷前部，右舷后部
- 10联装反潜／反鱼雷多管火箭（RBU-12000）×2：左舷后部和右舷后部
- 多功能干扰火箭：24联装×4（左舷后部和右舷后部各1座，右舷中部2座），16联装×2（左舷中部）
- CS/AR1型55mm反蛙人火箭炮x1，飛行甲板右舷近第一起飛點下平台

## 人员编制

### 海军辽宁舰
辽宁舰的编制等级为正师级，编制员额1,000余人。首批舰员中，具有本科以上学历的军官达到98%以上，其中具有碩士和博士的有50余人。與其他國家的航空母舰一樣，遼寧艦上有5%為女性人員。
2013年9月25號是遼寧艦入列滿一年的日子，中國航母部隊在這樣的時機首次進入公眾視野，同時披露了航母部隊的司令員由王海擔任，航母部隊司令員王海表示，全體航母艦員要牢記使命，刻苦鑽研，真正把航母部隊建設成為一支拳頭部隊，自去年9月25號中國首艘航母遼寧艦正式入列至今一年間，遼寧艦成功進行了多次海上訓練，取得巨大突破，中國航母已經具備了初期戰鬥能力。軍事專家曹衛東接受央視訪問時說，航母編隊的艦艇並不是固定編制，一般由編隊司令在航母上指揮，而航母艦長與飛行聯隊長軍銜同等，互不隸屬，並不能相互指揮。一般情況下航母戰鬥群是依不同任務決定艦艇編制，例如對陸攻擊或是反潛作戰，航母編隊的艦艇數目和類別都有不同。
| 中国人民解放军海军辽宁舰舰长（正师职） 1. 张峥 海军大校（2012年9月—2016年5月） 2. 刘喆 海军大校（2016年5月—） 3. 崔永刚 海军大校 | 中国人民解放军海军辽宁舰政治委员（正师职） 1. 梅文 海军大校（2012年9月—2016年5月） 2. 李东友 海军大校 （2016年5月—?年?月） 3. 王泽森 海军大校 |

| 中国人民解放军海军辽宁舰副舰长 - 陆强强 海军大校 | 中国人民解放军海军辽宁舰副政治委员 |

### 海军舰载航空兵第一联队

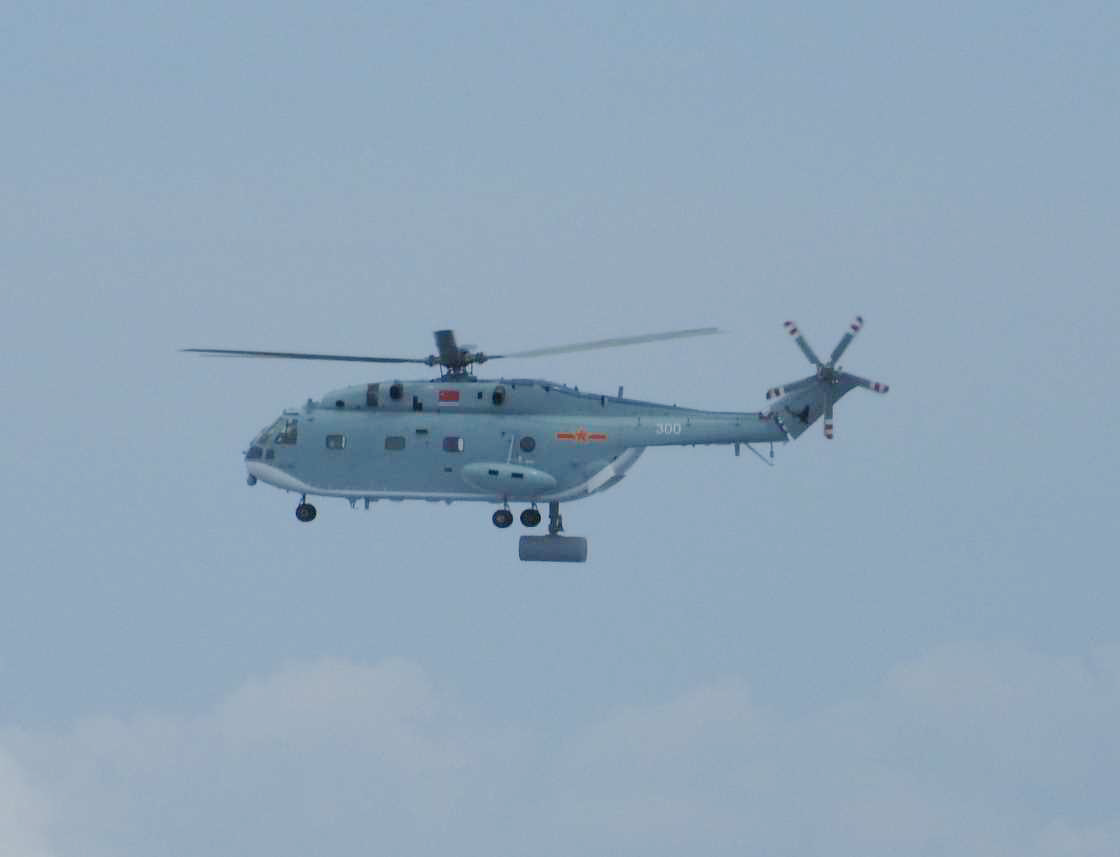
辽宁号上的直18J预警直升机正在釣魚臺赤尾嶼以东空域飞行

2012年10月29日，歼-15战斗机成功于辽宁号上触舰复飞。11月23日，海空雄鹰团出身的试飞员戴明盟海军大校首先驾驶552号歼-15战斗机在辽宁号上成功实验着舰降落与起飞，11月25日，辽宁号上歼-15的起飞和降落实验画面公开，舰上人员指挥舰载机起飞的手勢因被大量网友模仿而走红网络，被称为航母style。2013年5月10日，中国人民解放军海军舰载航空兵部队正式組建並加入海軍戰鬥序列，標誌著航母部隊戰鬥力建設進入了新的發展階段。海军舰载航空兵第一联队（正师级）首任联队长张少兵海军大校从海军司令员吴胜利手里接过军旗。舰航1联队下辖歼-15舰载机分队，飞行员大部分来自“海空雄鹰团”（海航第4师第10团），加上舰载直升机分队和机务保障分队约400余名官兵。
2013年6月19日，辽宁舰在渤海某海域海试任务中进行了歼-15舰载战斗机多批次的起降飞行训练，还将首次在辽宁舰上进行驻舰飞行训练。9月15日歼-15舰载战斗机完成最大重量起降试验。俄罗斯媒体2014年9月3日报道，辽宁号能够搭载的飞行器数量达到36架，其中包括4架直-18J预警直升机、6架直-18F反潜直升机、2架直-9C搜救直升机和24架歼-15舰载战斗机。
| 中国人民解放军海军舰载航空兵第一联队联队长（正师职） 1. 张少兵 海军大校（2013年5月—） | 中国人民解放军海军舰载航空兵第一联队政治委员（正师职） 1. 未公开 |

## 航母编队
2016年12月25日，据日本统合幕僚监部报道，正在进行远海训练的辽宁舰航母编队由8艘军舰编成。除辽宁舰外，还包括052C型导弹驱逐舰“郑州舰”（舷号151）、“海口舰”（舷号171），052D型导弹驱逐舰“长沙舰”（舷号173），054A型导弹护卫舰“烟台舰”（舷号538）、“临沂舰”（舷号547），056A型导弹护卫舰“株洲舰”（舷号594），以及903A型综合补给舰“高邮湖舰”（舷号966）。
2022年5月1日，解放军海军以“辽宁”舰领衔的8舰编队进入西太平洋进行实战演练，编队包括1艘055型导弹驱逐舰“南昌”舰（舷号101），3艘052D型导弹驱逐舰“西宁”舰（舷号117）、“乌鲁木齐”舰（舷号118）、“成都”舰（舷号120），1艘052C型导弹驱逐舰“郑州”舰（舷号151），1艘054A型导弹护卫舰“湘潭”舰（舷号531）以及1艘901型综合补给舰“呼伦湖”舰（舷号901）。
2024年9月17日至2024年9月18日，解放军海军“辽宁”舰编队穿过与那国岛海峡进入西太平洋，编队包括2艘052D型120号“成都”舰以及123号“淮南”舰。
2024年9月18日，继海军“辽宁”舰编队后，解放军海军3舰编队再次穿过与那国岛海峡进入西太平洋，经研判将加入在此海域活动的“辽宁”舰编队，编队包括103号“鞍山”舰、118号“乌鲁木齐”舰以及901型901号“呼伦湖”舰。
2024年10月21日，解放军海军“辽宁”舰与“山东”舰及两舰所辖驱护舰只首聚中国南海並组成编队，编队规模包括3艘055型103号“鞍山”舰、106号“延安”舰、107号“遵义”舰，5艘052D型118号“乌鲁木齐”舰、120号“成都”舰、123号“淮南”舰、165号“湛江”舰（另有1艘舷号、舰名未知），1艘054A型（舷号、舰名未知）以及2艘901型901号“呼伦湖”舰、905号“查干湖”舰。
2025年5月27日至6月20日，解放军海军“辽宁”舰编队前出西太平洋开展训练，其规模已达10舰，包括2艘055型“南昌”舰（舷号101）、“无锡”舰（舷号104），4艘052D型“齐齐哈尔”舰（舷号121）、“唐山”舰（舷号122）、“太原”舰（舷号131）、“南京”舰（舷号155），2艘054A型“滨州”舰（舷号515）、“安阳”舰（舷号599）及1艘901型“呼伦湖”舰（舷号901），后于6月24日返航。
辽宁舰航母编队（解放军91181部队）司令员（副军职）
1. 王海 海军少将（2012年9月—2014年3月）
2. 陈岳琪 海军少将（2014年3月—2019年4月）[125]